# Közönséges tapír
A közönséges tapír vagy más néven dél-amerikai tapír (Tapirus terrestris) az emlősök (Mammalia) osztályának páratlanujjú patások (Perissodactyla) rendjébe, ezen belül a tapírfélék (Tapiridae) családjába tartozó faj.

## Előfordulása
Dél-Amerika északi részétől Dél-Brazíliáig, Észak-Argentínáig. Jól érzi magát trópusi erdőkben, ahol az évi középhőmérséklet 27 °C körül van és a relatív páratartalom 75%-os, valamint folyóvizek, mocsarak közelében.

## Alfajai
- Tapirus terrestris aenigmaticus
- Tapirus terrestris colombianus
- Tapirus terrestris spegazzinii
- Tapirus terrestris terrestris

## Megjelenése

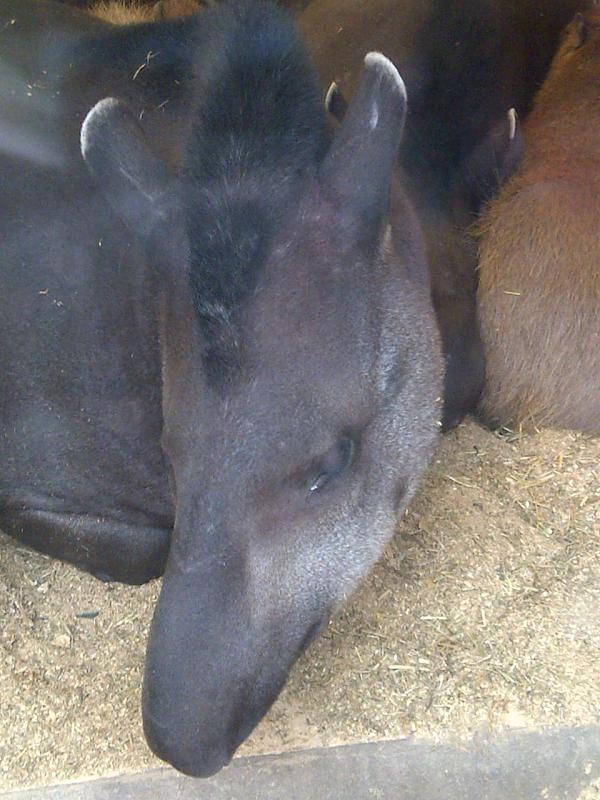
A közönséges tapír feje a bristoli állatkertben

A disznónál valamivel nagyobb állatok; testüket rövid szőr fedi. Felső ajkuk és orruk egyesülve lefelé hajló ormányt alkot. Mellső lábukon 4, a hátsón 3 ujjuk van. Testtömegük a 150-250 kg-ot is elérheti. Fogságban 30-35 évig is életben maradhatnak.

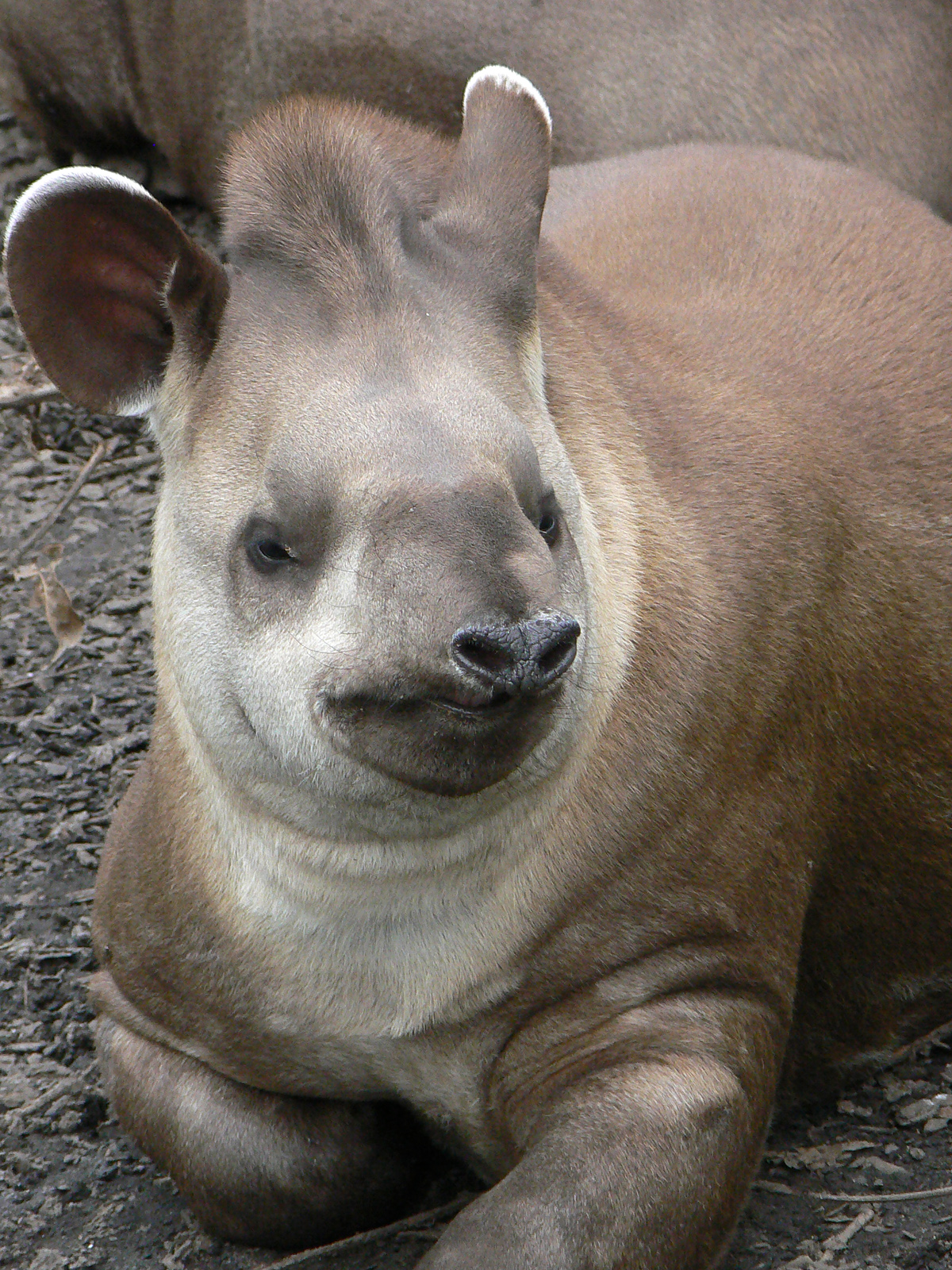

A Braziliában „anta”, Guyanában „tapirete” néven ismeretes fajt rövid nyaksörénye és egyszínű szőrruhája jellemzik. Az utazók már nyomban Amerika felfedezése után megemlékeznek egy nagy állatról, amelyet vízilónak véltek, de csak a nagyérdemű Marcgrav von Liebstad ismerteti először, írásban és képben, a 18. század közepe táján. Testét meglehetősen egynemű szőrözet borítja, amely a fejtető közepétől a vállig sörényszerűen felmered, azonban itt sem feltűnően hosszú. Színe feketés szürkésbarna; a fej két oldalán, de különösen a nyakon és a szügyön valamivel világosabb. Lába és farka, hátának középvonala és nyaka rendszerint sötétebb. Füle fehéresszürkén szegélyezett. Többféle színváltozata ismeretes; vannak fakó, szürke, sárgásbarna példányok. Fiatal állatokon csak a hát színe hasonlít az öregekéhez; fejük felső részét sűrűn álló, fehér, kerek foltok tarkázzák. A törzs két oldalának hosszában négy sorban álló világosabb színű foltok és sávok mutatkoznak, s ezek a végtagokra is átterjednek. Idősebb korban a foltok sávokká nyúlnak meg, míg a második életév végén teljesen eltűnnek. Csökevényes, 9 cm hosszú farkát is beleszámítva, a 2 m hosszúságot is megüti, Kappler szerint azonban ilyen hosszúság mellett vállmagassága alig 1 m-nyi. Feltűnő, hogy ezek a méretek nem a hímek, hanem a rendszerint nagyobb termetű nőstények esetében figyelhetők meg.

## Életmódja
Tápláléka vízinövényekből, falombból, hajtásokból és gyümölcsökből áll. Rendszerint ugyanazon az útvonalon mozog, idővel széles csapást vágva a sűrűben. A napi foglalatosságai közé tartozik a fürdés és dagonyázás is, amely a bőrének védelmét szolgálja, többek között a külső paraziták ellen.
Mint általában az esőerdei növényevők, a tapír is magányosan él, csak a párzási időszakban állnak össze kisebb csapatok. A territóriumukat és csapásaikat vizeletükkel és illatmirigyükkel (ami a hímek fején található) jelölik.
A főbb természetes ellenségeik a pumák, jaguárok, esetleg a nagyobb méretű anakondák és kajmánok.

## Szaporodása
A nőstények ösztrusz-ciklusa - a korábbi feltételezésekkel ellentétben (50-80 nap) - 30 nap körül van, ebből két napig fogékonyak. A hímek nem sokáig maradnak a nősténnyel a megtermékenyítés után, amely sokszor a vízben történik. 335-439 nap vemhesség után rendszerint egy kölyke születik, de az ikerszülés sem ritka. A fiatal tapír addig szopik, amíg anyjának csak van teje, még ha már tud kemény táplálékot is fogyasztani néhány hetes korában. A kis tapírok testén világos színű pettyek és hosszanti irányú csíkok láthatók, amelyek a rejtőzködést segítik a sűrű bozótban. A mintázat 6-8 hónapos korukban kezd eltűnni.
18 hónapos korukra már elérik a felnőttkori testméretüket, nőstények ivaréretté 28 hónapos korukban válnak. Állatkertben akár 35 évig is élhetnek.
|  |  |

## Természetvédelmi helyzete
A négy tapírfaj közül a közönséges tapír állománya tűnik a legstabilabbnak, bár ez csak viszonylagos: veszélyeztetett faj, amelyet a vadászat és az élőhelyének pusztulása egyaránt veszélyeztet. Ázsiában a bőréért, míg Dél-Amerikában a bőréért és húsáért is egyformán vadásszák ma is. Húsának magas a fehérje- és proteintartalma.
Állatkertekben ez a leggyakoribb a tapírok közül. Magyarországon is több helyen, így Budapesten, Győrben, Nyíregyházán, Debrecenben és Szegeden is látható.